# Hiroko Nagata
Hiroko Nagata (永田 洋子, Nagata Hiroko) (Tòquio, 8 de febrer de 1945 – Tòquio, 5 de febrer de 2011) va ser una activista política comunista japonesa, vicepresidenta del grup armat de nova esquerra Exèrcit Roig Unit (ERU).
Va ser jutjada i condemnada a mort per haver participat en l'assassinat de companys de militància durant una purga interna a la prefectura de Gunma, el febrer de 1972. A la purga, dotze membres del grup van morir assassinats per contusions o per exposició forçada a temperatures frigorífiques de l'aire hivernal, així com un civil present durant la purga aliè a l'ERU. El 5 de febrer de 2011, mentre esperava l'execució, va morir de càncer de cervell al Centre de detenció de Tòquio.

## Orígens
Nagata va néixer el 8 de febrer de 1945 a la ciutat japonesa de Tòquio i, després de graduar-se a l'escola secundària Chofu Gakuen, va ingressar al Kyoritsu College de Farmàcia (desaparegut el 2008 i absorbit per la Universitat de Keiō) per a rebre formació de farmacèutica. Durant l'etapa universitària es va implicar a temps complet en activitats polítiques d'esquerra, convertint-se finalment en vicepresidenta de l'Exèrcit Roig Unit (ERU). Nagata es va perfilar un caràcter dur, definit com de «ràbia histèrica» quan estava excitada, generalment per qüestions polítiques. Va ser descrita com a poc atractiva físicament i va ser, segons l'estàndard de la medicina d'aleshores, infèrtil per patir la malaltia de Graves-Basedow. Nagata va ser particularment dura amb altres membres femenines del grup.

## Purga
El moviment estudiantil d'esquerra del Japó als anys 1960 va impregnar les universitats del país i, a finals de la dècada, s'havia tornat balcanitzat, competitiu i violent. Després d'una sèrie d'incidents en què grups d'estudiants van ferir o van matar funcionaris de l'ordre públic, així com públic en general, l'Agència Nacional de Policia del Japó va intervenir en aquestes organitzacions, atacant els seus amagatalls i arrestant desenes de militants durant el 1971 i el 1972. Intentant escapar de la policia, un grup de quadres radicalitzats de l'ERU, inclosa Nagata, es va retirar a les muntanyes de la prefectura de Gunma durant l'hivern de 1972.
Al recinte, durant la segona setmana de febrer de 1972, Nagata i el president de l'ERU, Tsuneo Mori, van iniciar una violenta purga dels membres del grup. En ella, van ordenar l'assassinat a cops de vuit militants i un tercer aliè que hi estava present. A l'exterior, sis militants més van ser lligats en arbres i, posteriorment, van morir per congelació. Nagata va dirigir-se especialment als membres que, a parer seu, «tenien massa interès en les relacions amb les dones i no dedicaven prou ardor a la revolució». Uns quants van morir per «intentar escapar»; un membre va ser assassinat per haver demanat paper de seda mentre estava dins del sac de dormir, un acte que Nagata va interpretar, aparentment, com a indicatiu sexual.
El 16 de febrer, la policia la va detenir, juntament amb Mori i sis membres més de l'ERU, en el mateix recinte i en un poble proper. Cinc més, armats amb rifles i escopetes, van aconseguir escapar fugint a peu per les muntanyes, cap a Karuizawa, a la propera prefectura de Nagano, on es van atrinxerar en un refugi de muntanya prenent per ostatge a l'esposa del guarda, iniciant així l'incident d'Asama-Sansō.

## Procés penal, sentència, malaltia i mort
El 18 de juny de 1982 el jutjat del districte de Tòquio la va condemnada a mort per assassinat. El 26 de setembre de 1986, el Tribunal Superior de Tòquio va confirmar la seva sentència de mort. Sotmesa novament a apel·lació, el 19 de febrer de 1993 el Tribunal Suprem del Japó va ratificar la sentència. Nagata va presentar una petició per a sotmetre's de nou a judici però la proposta va ser rebutjada pels tribunals el 28 de novembre de 2006.
Nagata va escriure diversos llibres durant la seva estada a la presó i va cridar l'atenció d'un grup de suport. Els seus partidaris van informar que havia patit un important deteriorament de la salut, inclòs el patiment d'un tumor cerebral que durant diversos anys no havia estat tractat. Finalment, l'any 1984 va ser operada del tumor cerebral. El 2006 es va esfondrar de l'atròfia cerebral i va ser traslladada a una presó mèdica de Hachiōji. El 2007 va ser traslladada al Centre de detenció de Tòquio postrada al llit.
L'11 d'octubre de 2008, es va revelar que havia caigut en un estat crític a causa del tumor, de manera que es va cridar a la seva família perquè la visités al centre penitenciari. El 5 de febrer de 2011 va morir al Centre de detenció de Tòquio, als 65 anys.

## A la cultura popular
- A la pel·lícula japonesa de 2007 Jitsuroku Rengōsekigun Asama-Sansō e no Dōtei (traduïble com a «L'Exèrcit Roig Unit: viatge a Asama-Sansō»), dirigida per Kōji Wakamatsu i ambientada en l'incident de purga de l'ERU, Nagata es representada per l'actriu Akie Namiki.[11]